# Fenyves (Szlovákia)
Fenyves (1887-ig Borova, szlovákul Borová, németül Joachimsthal) község  Szlovákiában, a Nagyszombati kerületben, a Nagyszombati járásban.

## Fekvése
Nagyszombattól 11 km-re nyugatra fekszik.

## Története
A régészeti leletek tanúsága szerint a község területén már a kőkorszakban is éltek emberek. Megtalálták itt az i. e. 4. évezredből származó lengyeli kultúra nyomait, a falu végén álló Szent Orbán kápolna környékén pedig a későbronzkori luzsicai kultúra cserépmaradványai kerültek elő.
Neve a cseh bor (= fenyőerdő) főnévből származik.
A község területe a 13. században a pozsonyi, később a vöröskői váruradalomhoz tartozott. Korábbi temploma a 14. században Szent Joachim tiszteletére épült. A mai községet 1589-ben említik először, a 16. században lakói protestánsokká lettek, nagyrészt mezőgazdaságból éltek. 1670-ben felépült a ma is álló templom.
Vályi András szerint "BOROVA. Tót falu Poson Vármegyében, földes Ura Gróf Pálfy Uraság, fekszik Bánok Sz. Györgynek szomszédságában, mellynek filiája, Szuha Városával határos, lakosai leg inkább horvátok, határbéli földgye jó, szőlő hegye termékeny, a’ Vereskői Uradalomhoz tartozik, második Osztálybéli"
Fényes Elek szerint "Borova, tót falu, Pozson, az uj rend. szerint Nyitra vgyében, Szuhához fél órányira: 343 kath. lak. Határja igen szép buzát terem; rétje jó; erdeje van. F. u. gr. Pálffy Ferencz. Ut. p. Nagy-Szombat."
A trianoni békeszerződésig Pozsony vármegye Nagyszombati járásához tartozott.

## Népessége
| Év:            | 1994. | 2004.    | 2014.    | 2024.    |
| -------------- | ----- | -------- | -------- | -------- |
| Emberek száma: | 300   | 347      | 408      | 454      |
| Eltérés:       |       | +15,66 % | +17,57 % | +11,27 % |

| Év:            | 2023. | 2024.   |
| -------------- | ----- | ------- |
| Emberek száma: | 457   | 454     |
| Eltérés:       |       | -0,65 % |

1910-ben 411, túlnyomórészt szlovák lakosa volt.
2001-ben 329 szlovák lakosa volt.
2011-ben 396 lakosából 367 szlovák.

## Híres személyek
- Innét származik Igor Matovič (1973) szlovák politikus, médiavállalkozó, miniszterelnök.

## Nevezetességei
- Szent István király tiszteletére szentelt római katolikus temploma 1670-ben épült korabarokk stílusban.

## Külső hivatkozások
- Hivatalos oldal
- Községinfó
- Fenyves Szlovákia térképén
- E-obce.sk